# Бетшдорф
Бетшдорф (фр. Betschdorf) — коммуна на северо-востоке Франции в регионе Гранд-Эст (бывший Эльзас — Шампань — Арденны — Лотарингия), департамент Нижний Рейн, округ Агно-Висамбур, кантон Висамбур. До марта 2015 года коммуна административно входила в состав упразднённого кантона Сульц-су-Форе (округ Висамбур). С коммуной Сюрбур Бетшдорф соединяет велосипедная дорога, проложенная на месте заброшенной железнодорожной трассы.
Площадь коммуны — 28,11 км², население — 3940 человек (2006) с тенденцией к росту: 4119 человек (2013), плотность населения — 146,5 чел/км².

## Население
Численность населения в 2009 году составляла 4072 человека. Население коммуны в 2011 году составляло 4082 человека, в 2012 году — 4100 человек, а в 2013-м — 4119 человек.
| 1962 | 1968 | 1975 | 1982 | 1990 | 1999 | 2006 | 2008 | 2011 | 2012 | 2013 |
| ---- | ---- | ---- | ---- | ---- | ---- | ---- | ---- | ---- | ---- | ---- |
| 1100 | 1135 | 3038 | 3371 | 3628 | 3727 | 3940 | 4001 | 4082 | 4100 | 4119 |

Динамика населения:

## Экономика
Бетшдорф получил известность благодаря гончарному производству. В городе имеется также небольшая ткацкая мастерская и предприятие по производству АСУ ТП — Pilz GmbH & Co. KG.
В 2010 году из 2724 человек трудоспособного возраста (от 15 до 64 лет) 2106 были экономически активными, 618 — неактивными (показатель активности 77,3 %, в 1999 году — 73,8 %). Из 2106 активных трудоспособных жителей работали 1942 человека (1078 мужчин и 864 женщины), 164 числились безработными (62 мужчины и 102 женщины). Среди 618 трудоспособных неактивных граждан 173 были учениками либо студентами, 196 — пенсионерами, а ещё 249 — были неактивны в силу других причин.

## Достопримечательности (фотогалерея)
- Церковь и мэрия
- Здание мэрии
- Экспозиция музея